# Feminizm czwartej fali
Feminizm czwartej fali – okres rozwoju ruchu feministycznego, który rozpoczął się około 2013 roku i charakteryzuje się koncentracją na upodmiotowieniu kobiet oraz korzystaniem z narzędzi internetowych.
Kiedy pierwsza i druga fala feminizmu walczyły o podstawowe prawa kobiet: wyzwolenie, indywidualizm i mobilność społeczną, czwarta fala zajmuje się rozszerzeniem dyskursu trzeciej fali feminizmu, który koncentruje się na patriarchalnych normach płciowych, powodujących opresję i marginalizację kobiet w społeczeństwie, ich intersekcjonalność, wraz z zablokowanym systemem oraz sposób, w jaki przyczyniło się to do stratyfikacji wcześniej pomijanych grup które zaczęły się dopominać równego wynagrodzenia za taką samą pracę. Feministki czwartej fali, podobnie jak feministki poprzednich fal, opowiadają się za większą reprezentacją kobiet w polityce i biznesie, a argumentują to tym, że społeczeństwo byłoby bardziej sprawiedliwe, gdyby praktyki i zwyczaje uwzględniały perspektywy wszystkich ludzi.
Feminizm czwartej fali zakłada też, że równość szans wśród kobiet i dziewcząt powinna rozciągać się także na chłopców i mężczyzn, w celu przezwyciężenia norm płciowych (na przykład poprzez przyzwolenie na okazywanie emocji i uczuć, swobodne wyrażanie siebie i emocjonalne przywiązanie do swoich dzieci). Feministki czwartej fali używają środków przekazu masowego oraz mediów społecznościowych do współpracy i mobilizowania się, wypowiadają się przeciwko nadużywającym władzy, aby zapobiegać dążeniu do wzmocnienia pozycji kobiet i dochodzenia do sprawiedliwości wobec napaści i molestowania oraz nietykalności cielesnej.

## Media społecznościowe
Podczas gdy poprzednie fale feminizmu napotykały przeszkody takie jak sztywne struktury społeczno-polityczne i brak dostępnych kanałów komunikacji, feministki czwartej fali wykorzystują media cyfrowe jako platformę, przez którą można łączyć się, dzielić perspektywami, opisywać swoje spojrzenie na przeżywany ucisk i krytykować przeszłe fale feministyczne.

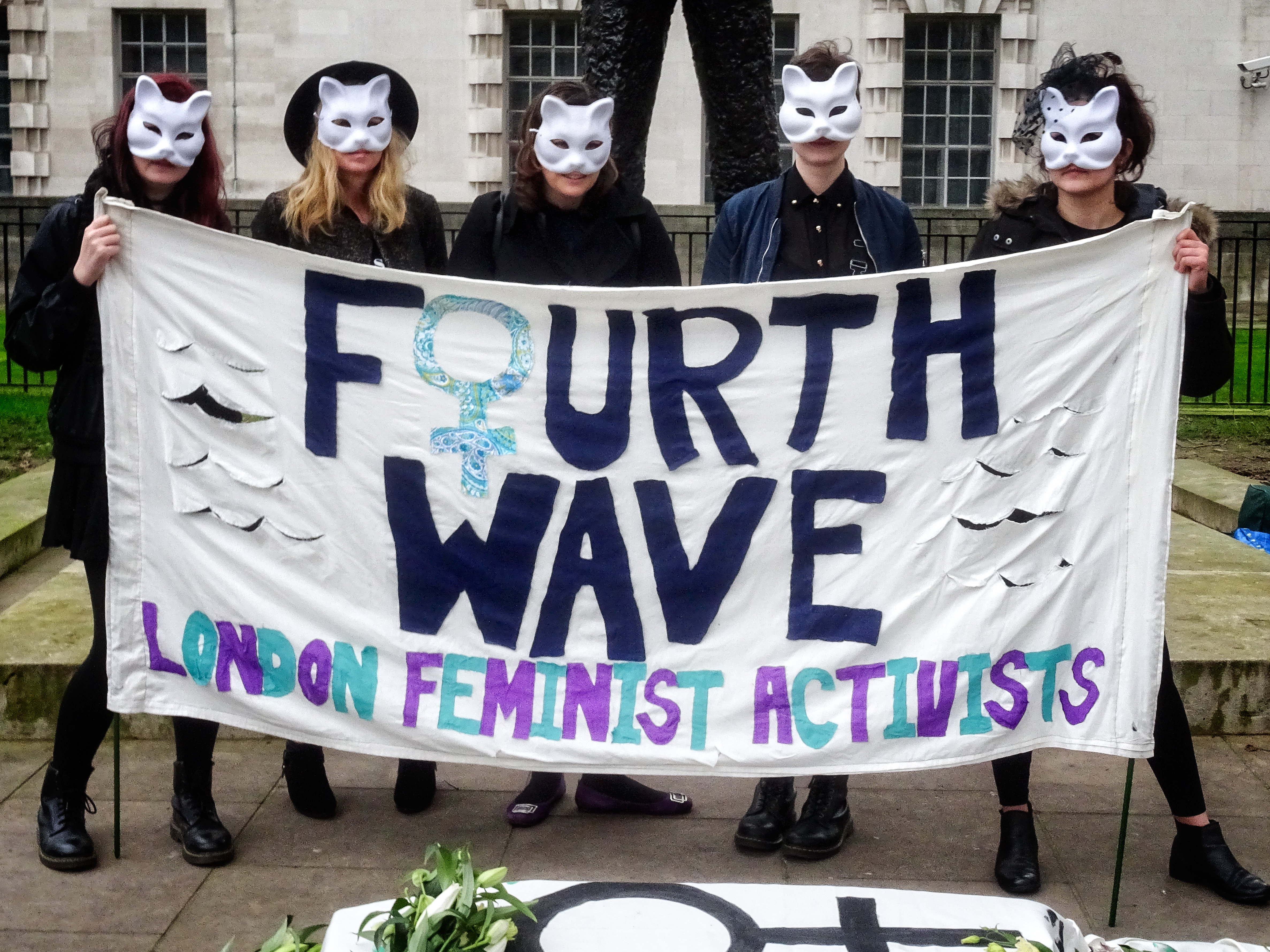
Międzynarodowy Dzień Kobiet, Londyn, 2017

Kira Cochrane twierdzi, że feminizm czwartej fali jest „definiowany przez technologię” i charakteryzuje się użyciem Facebooka, Twittera, Instagrama, YouTube’a, Tumblra i blogów w celu zakwestionowania mizoginii.
Aktywizm w mediach społecznościowych może przejawiać się jako wątki na Twitterze krytykujące transfobię w mediach lub w tak zwanych kampaniach „hashtag feminism”, zwłaszcza #MeToo, #YesAllWomen, #bringbackourgirls, #NotYourAsianSidekick i #SolidarityIsForWhiteWomen. #GirlGaze, uruchomiona przez Amandę de Cadenet, to platforma internetowa, która promuje kreatywność i przedsiębiorczość wśród kobiet, podkreślając jednocześnie znaczenie dyskursu feministycznego w społeczeństwie, mająca na celu wyrównywanie „szans dla młodych kobiet” w mediach. Time uznał grupę aktywistów odpowiedzialną za ruch #MeToo, nazywaną także „przerywaczami ciszy”, za Człowieka Roku tygodnika „Time” 2017.
Inne kampanie feminizmu czwartej fali to: Everyday Sexism Project, No More Page 3, Ni una menos, Stop Bild Sexism, Free the Nipple, Marsz Szmat, Marchs Women 2017 i 2018, Time’s Up i Nazywam się miliard. Działania artystyczne to między innymi: Matress Performance i 10 Hours of Walking in NYC as a Woman.
Dyskurs wokół tematu przywileju jest powszechny wśród feministek czwartej fali, które twierdzą, że członkowie tradycyjnie dominujących grup społecznych powinni uznać swój przywilej społeczny i wykorzystać go do wzmocnienia pozycji i popierania członków grup marginalizowanych.

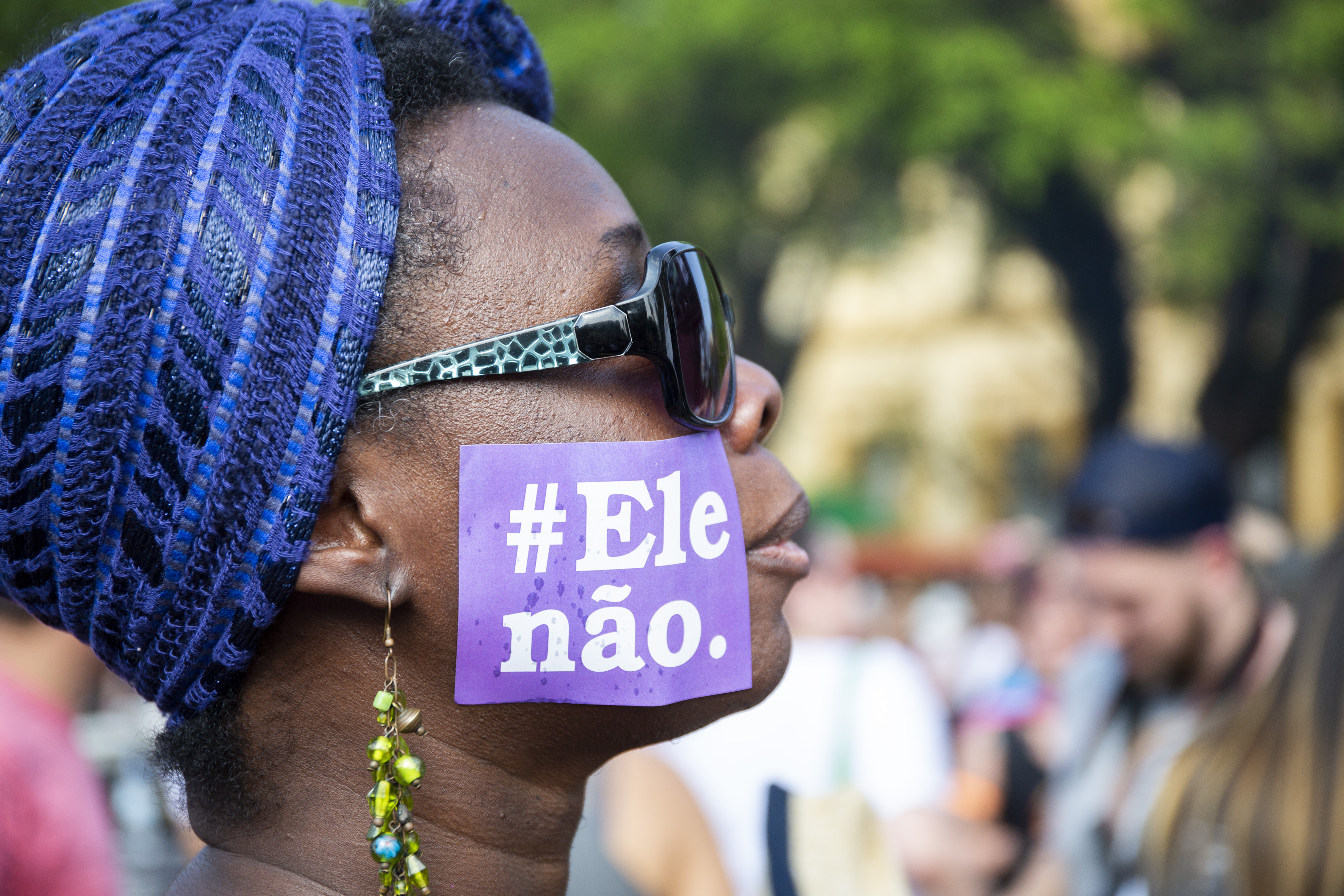
Protestująca w Porto Alegre, Brazylia, uczestnicząca w ruchu Ele Não.

## Historia i definicja
Niektóre feministki twierdzą, że w latach 80. ubiegłego wieku konserwatywne postacie takie jak Margaret Thatcher i Ronald Reagan, zakwestionowały wszystko, co feminizm zdołał do tej pory osiągnąć. W tym samym czasie feministkom w Ameryce Północnej, Ameryce Łacińskiej i Europie udało się zrealizować niektóre ze swoich celów, w tym stworzenie państwowych instytucji, które wyraźnie promują prawa kobiet lub zaangażowanie w feminizm w sferze rządu; instytucje te osłabiły jednak ruchy feministyczne, pozwalając państwu przejąć realizację celów feminizmu.

## Idee
Brytyjska dziennikarka Kira Cochrane i feministyczna badaczka Prudence Chamberlain opisują czwartą falę jako skupiającą się na sprawiedliwości dla kobiet, w szczególności na opozycji wobec molestowania seksualnego (w tym molestowania w przestrzeni miejskiej, np. na ulicy), przemocy wobec kobiet, dyskryminacji i molestowania w miejscu pracy, body shamingu, seksistowskich zdjęć w mediach, internetowej mizoginii oraz kultury gwałtu. Twierdzą również, iż wspiera on intersekcjonalność oraz aktywizm w mediach społecznościowych. Chamberlain pisze, iż esencją tej fali jest „niedowierzanie, że pewne postawy mogą nadal istnieć”. Do wydarzeń i organizacji zaangażowanych w feminizm czwartej fali należą: Everyday Sexism Project, UK Feminista, Reclaim the Night, Nazywam się miliard oraz „a Lose the Lads 'protest”. Ruchy takie jak #GirlGaze koncentrują się na branżach zdominowanych przez mężczyzn, np. fotografii i kinie, chcąc nakłonić odbiorców do włączenia kobiecego spojrzenia na dany temat.
Najważniejsze książki związane z czwartą falą to:
- „Mężczyźni objaśniają mi świat” (2014) autorstwa Rebekki Solnit (dała ona początek pojęciu mansplainingu)
- The Vagenda (2014) autorstwa Rhiannon Lucy Cosslett i Holly Baxter (wzorowana na internetowym magazynie feministycznym UJ The Vagenda, wydanym w 2012 roku)
- Sex Object: A Memoir (2016) autorstwa Jessiki Valenti
- Everyday Sexism (2016) autorstwa Laury Bates (na podstawie projektu Everyday Sexism Project)

Książka Cosslett i Baxter miała na celu głównie obalenie stereotypów kobiecości promowanych przez prasę kobiecą głównego nurtu. Bates, brytyjska pisarka feministyczna,16 kwietnia 2012 r. utworzyła Everyday Sexism Project jako forum internetowe, na którym kobiety mogą zamieszczać swoje doświadczenia związane z codziennym napastowaniem.
Feministki trzeciej fali w swoich pismach z lat 90. wprowadziły pojęcie męskiego przywileju, które wciąż jest dyskutowane przez feministyczne środowiska akademickie i społecznościowe.
Amerykanka Peggy McIntosh była jedną z pierwszych feministek, która opisała to zjawisko w 1988 roku, nazywając je „niewidzialnym plecakiem specjalnych przepisów, map, paszportów, kodów, wiz, ubrań, narzędzi i czeków”. Feministki czwartej fali podjęły działania mające na celu zmniejszenie tego „plecaka” i zwalczanie go poprzez podnoszenie świadomości grup uprzywilejowanych i nieuprzywilejowanych. Feministki, które wierzą, że mężczyźni i inne uprzywilejowane grupy mogą nadal podejmować działania na rzecz zmian społecznych w swoich społecznościach, zachęcają do tego osoby uprzywilejowane.
Nikki van der Gaag omawia szkodliwe skutki wychowywania młodych chłopców jako uprzywilejowanych, powołując się na Grupę Konsultacyjną ds. Wczesnej Opieki nad Dzieckiem i Rozwoju: „tendencja do uprzywilejowania chłopców [...] nie naucza ich odpowiedzialności, ani nie wyjaśnia, czego będzie od nich oczekiwać”. Feministki czwartej fali zaczęły promować rozwiązania mające na celu uniknięcie takich problemów, jak na przykład wychowywanie dzieci neutralnie pod względem płci. Profesorka neuronauki z Chicago Medical School Lise Eliot podkreśla, że niemowlęta i dorastające dzieci są tak wrażliwe, iż nawet niewielkie różnice w wychowaniu dziecka mogą z czasem prowadzić do dużych różnic osobowości, doprowadzających do zmiany stereotypów płciowych.
Feministki czwartej fali sądzą, że stereotypy dotyczące płci wywierają presję na mężczyzn i każą im przyjmować rolę żywiciela rodziny, w przeciwieństwie do kobiet, które czują się przez nie zobowiązane do przyjęcia roli opiekunki domowej. Feministki twierdzą, że te naciski na przystosowanie społeczne mogą powodować dyskryminację ze względu na płeć w miejscu pracy i w społeczeństwie. Według Pew Research większość kobiet pracujących w zdominowanych przez mężczyzn miejscach pracy uważa, że ich branża posiada problemy z molestowaniem seksualnym.